# Some Summit
Some Summit, född 24 april 2011 i Sverige, död 2023, var en svensk varmblodig travhäst. Hon tränades och kördes av Veijo Heiskanen.
Some Summit tävlade åren 2013–2017 och sprang in 2,5 miljoner kronor på 24 starter varav 7 segrar, 6 andraplatser och 2 tredjeplatser. Bland hennes främsta meriter räknas segrarna i Stochampionatet (2015), Diamantstoets final (aug 2015) och andraplatserna i Sto-EM (2016), Sto-SM (2016). Säsongen 2015 var hon obesegrad med segrar i årets samtliga fem starter. Hon utsågs till "Årets 4-åring" för säsongen 2015 vid Hästgalan. För samma säsong var hon även en av fyra nominerade hästar i kategorin "Årets Häst", men förlorade utmärkelsen till Delicious U.S.
När hon segrade i Stochampionatet på Axevalla travbana den 19 juli 2015, gjorde hon detta på tiden 1.13,6 över distansen 2640 meter vilket var den dittills näst snabbaste segertiden i loppets historia. I starten därefter, den 19 augusti i Diamantstoets final på Solvalla, segrade hon på tiden 1.12,0 över distansen 2140 meter med voltstart. Detta var nytt svenskt rekord samt världsrekord för fyraåriga ston över medeldistans med voltstart.
Ägarna Eva Stjernström-Richter och Walter Richter köpte henne för 22 000 kronor på en Internetauktion i mars 2012. Hon hette då Turmoil Summit men efter köpet valde de nya ägarna att byta namn på henne till Some Summit.

## Avkommor
| Född | Namn         | Far            | Farfar        | Kön    |
| ---- | ------------ | -------------- | ------------- | ------ |
| 2019 | Sun Summit   | Maharajah      | Viking Kronos | Sto    |
| 2020 | SeetheSummit | Readly Express | Ready Cash    | Hingst |